# Bérig-Vintrange
Bérig-Vintrange é uma comuna francesa na região administrativa de Grande Leste, no departamento de Mosela. Estende-se por uma área de 8,52 km². Em 2010 a comuna tinha 225 habitantes (densidade: 26,4 hab./km²).